# Adenosma retusilobum
Adenosma retusilobum là một loài thực vật có hoa trong họ Mã đề. Loài này được P.C.Tsoong & T.L.Chin mô tả khoa học đầu tiên năm 1979.